# Liste der denkmalgeschützten Objekte in Rietz (Tirol)
Die Liste der denkmalgeschützten Objekte in Rietz enthält die 17 denkmalgeschützten, unbeweglichen Objekte der Tiroler Gemeinde Rietz.

## Denkmäler
| Foto |                 | Denkmal                                                                               | Standort                                    | Beschreibung | Metadaten |
| ---- | --------------- | ------------------------------------------------------------------------------------- | ------------------------------------------- | --- | --- |
| ja   | Datei hochladen | Bacheben-Kapelle HERIS-ID: 17347 Objekt-ID: 13623 TKK: 19674                          | südlich Bacheben 1 Standort KG: Rietz       | Die gemauerte Wegkapelle mit offenem Pfeilervorbau, geradem Chorschluss und Satteldach wurde Ende des 19. Jahrhunderts errichtet. Die Wandmalereien im Inneren wurden um 1900 von Heinrich Kluibenschedl geschaffen und zeigen die Wetterheiligen Johannes und Paulus seitlich des Altars und Gottvater an der Decke. | BDA-Hist.: Q37837624 Status: § 2a Stand der BDA-Liste: 2025-06-30 Name: Bacheben-Kapelle GstNr.: .306 Bacheben-Kapelle, Rietz                                                |
| ja   | Datei hochladen | Friedhofskapelle HERIS-ID: 17333 Objekt-ID: 13609 TKK: 19683                          | Bichl Standort KG: Rietz                    | Die alte Totenkapelle wurde gegen 1480 errichtet. Der rechteckige Mauerbau mit geradem Chorschluss und Satteldach weist an der Nordseite ein Rundbogenportal mit gemauerter Freitreppe und über dem Eingang ein Ölbergfresko (um 1470/1480) und Maria mit Kind (um 1520) auf. Der zweijochige Innenraum ist mit einem Stichkappengewölbe mit sternförmigen Graten versehen. | BDA-Hist.: Q37837325 Status: § 2a Stand der BDA-Liste: 2025-06-30 Name: Friedhofskapelle GstNr.: .474                                                                        |
| ja   | Datei hochladen | Christusbrunnen HERIS-ID: 17352 Objekt-ID: 13628 TKK: 19686                           | bei Dorf 26 Standort KG: Rietz              | Der Brunnen aus der zweiten Hälfte des 19. Jahrhunderts besteht aus einem rechteckigen, steinernen Brunnentrog und einer hölzernen, runden Brunnensäule, darauf unter geschwungenem Blechdach eine barocke Holzskulptur Christus auf der Weltkugel thronend. | BDA-Hist.: Q37837673 Status: § 2a Stand der BDA-Liste: 2025-06-30 Name: Christusbrunnen GstNr.: 4322                                                                         |
| ja   | Datei hochladen | Schappach-Kapelle/Heiligkreuzkapelle HERIS-ID: 17350 Objekt-ID: 13626 TKK: 19680      | bei Dorf 34 Standort KG: Rietz              | Der gemauerte Kapellenbildstock mit dreiseitigem Chorschluss und Satteldach wurde im 20. Jahrhundert errichtet. Die Fassade ist mit Architekturmalerei gegliedert. In der gewölbten Nische befindet sich eine barocke Kreuzigungsgruppe. | BDA-Hist.: Q37837645 Status: § 2a Stand der BDA-Liste: 2025-06-30 Name: Schappach-Kapelle/Heiligkreuzkapelle GstNr.: .501                                                    |
| ja   | Datei hochladen | Kath. Pfarrkirche hl. Valentin HERIS-ID: 17331 Objekt-ID: 13607 TKK: 19836            | gegenüber Kirchweg 11 Standort KG: Rietz    | Die Kirche wurde 1369 erstmals urkundlich erwähnt, 1508 und 1575 umgebaut und später innen barockisiert. 1949–1951 wurde das Langhaus um zwei Joche verlängert. Der spätgotische Bau mit eingezogenem Chor und Südturm von 1512 weist ein gotisches West- und Nordportal und am ganzen Bau Dreiecklisenen auf. An der Nordfassade befinden sich Wandmalereien mit Darstellung von Kreuzigung, Anna selbdritt und hl. Dorothea vom Anfang des 16. Jahrhunderts, daneben ein Wappengrabstein von 1522. Der Innenraum weist ein Tonnengewölbe mit Stichkappen auf Wandpfeilern mit Pilastervorlagen auf. Die Deckenmalereien mit Szenen aus dem Leben des hl. Valentin und Heiligendarstellungen wurden um 1765 von Josef Anton Puellacher geschaffen.                        | BDA-Hist.: Q37837268 Status: § 2a Stand der BDA-Liste: 2025-06-30 Name: Kath. Pfarrkirche hl. Valentin GstNr.: .474 Pfarrkirche Rietz                                        |
| ja   | Datei hochladen | Friedhof HERIS-ID: 17332 Objekt-ID: 13608 TKK: 115689                                 | gegenüber Kirchweg 14 Standort KG: Rietz    | Der Friedhof mit seiner Umfassungsmauer umgibt die Kirche auf allen Seiten, er wurde 1508 geweiht und urkundlich 1682 erweitert. | BDA-Hist.: Q37837299 Status: § 2a Stand der BDA-Liste: 2025-06-30 Name: Friedhof GstNr.: .474, 4341 Friedhof Rietz                                                           |
| ja   | Datei hochladen | Wohnhaus HERIS-ID: 17344 Objekt-ID: 13620 TKK: 19722                                  | Kluibenschedlstraße 1 Standort KG: Rietz    | Das Wohn- und Atelierhaus des Historienmalers Heinrich Kluibenschedl wurde 1896 erbaut und 1899 von ihm mit historisierenden, spätnazarenischen Fresken bemalt. Der zweigeschoßige Mauerbau mit Satteldach beherbergt im Obergeschoß das von Osten belichtete Atelier. Die Fresken an den Fassaden zeigen in Medaillons über den Fensterfaschen Kluibenschedl neben seinen Vorbildern Raffael Santi, Albrecht Steiner von Felsburg und Josef von Führich. Zwischen den Fensterachsen sind Helden des Tiroler Freiheitskampfes und religiöse Motive dargestellt, darunter eine thronende Madonna mit Kind, umgeben von Engeln und Herz-Jesu-Bild sowie zahlreiche Heiligendarstellungen. Neben dem Eingang wurde 1980 eine Gedenktafel aus Bronze für den Maler angebracht. | BDA-Hist.: Q37837595 Status: Bescheid Stand der BDA-Liste: 2025-06-30 Name: Wohnhaus GstNr.: .666                                                                            |
| ja   | Datei hochladen | Ölbergkapelle HERIS-ID: 17337 Objekt-ID: 13613 TKK: 19842                             | bei Sankt-Antonius 1 Standort KG: Rietz     | Die Ölbergkapelle am Kalvarienberg wurde um 1780 errichtet. Der gemauerte Nischenbildstock weist ein schindelgedecktes Satteldach und eine rundbogige Nische auf. Die Fassaden sind innen und außen mit spätbarocken Malereien versehen, die im Giebelfeld Christi Himmelfahrt, in der tonnengewölbten Nische Gottvater, den Heiligen Geist und Engel zeigen und Leopold Puellacher zugeschrieben werden. In der Nische befindet sich eine barocke Ölberggruppe über einer gemalten Fegefeuerdarstellung. | BDA-Hist.: Q37837416 Status: § 2a Stand der BDA-Liste: 2025-06-30 Name: Ölbergkapelle GstNr.: 3482/1                                                                         |
| ja   | Datei hochladen | Marienkapelle HERIS-ID: 17338 Objekt-ID: 13614 TKK: 19844                             | bei Sankt-Antonius 1 Standort KG: Rietz     | Die Marienkapelle am Kalvarienberg wurde um 1800 errichtet. Der Mauerbau mit geschwungenem Giebel und rundem Chorschluss weist an der Westfassade ein Rundbogenportal mit seitlichen Segmentbogenfenstern und rundem Oculus auf, im Giebelfeld befindet sich ein Fresko der Schmerzensmutter. Der Innenraum mit Stichkappengewölbe ist mit Deckengemälden aus dem 19. Jahrhundert geschmückt, die die Vertreibung aus dem Paradies sowie die hll. Wendelin und Notburga zeigen. Am Triumphbogen befindet sich eine gemalte Holzblende mit Medaillons der sieben Schmerzen Mariens. | BDA-Hist.: Q37837439 Status: § 2a Stand der BDA-Liste: 2025-06-30 Name: Marienkapelle GstNr.: 3482/1                                                                         |
| ja   | Datei hochladen | Kalvarienbergkapelle HERIS-ID: 17339 Objekt-ID: 13615 TKK: 19841                      | südlich Sankt-Antonius 1 Standort KG: Rietz | Die Kalvarienbergkapelle, ein gemauerter Nischenbildstock mit schindelgedecktem Satteldach, wurde 1661 erbaut. In der tonnengewölbten Nische befindet sich eine lebensgroße, barocke Kreuzigungsgruppe. | BDA-Hist.: Q37837464 Status: § 2a Stand der BDA-Liste: 2025-06-30 Name: Kalvarienbergkapelle GstNr.: 3482/1                                                                  |
| ja   | Datei hochladen | Hl. Grab-Kapelle HERIS-ID: 17340 Objekt-ID: 13616 TKK: 19840                          | südlich Sankt-Antonius 1 Standort KG: Rietz | Die Heiliggrabkapelle am Kalvarienberg hat ein quadratisches Langhaus mit eingezogenem, polygonal schließendem Chor, schindelgedecktem Dach mit Dachreiter und einen Blendgiebel an der Eingangsfassade. Das Deckenfresko vom Ende des 18. Jahrhunderts zeigt die Legende der Kreuzauffindung durch die hl. Helena und wird Josef Anton Puellacher zugeschrieben. | BDA-Hist.: Q37837485 Status: § 2a Stand der BDA-Liste: 2025-06-30 Name: Hl. Grab-Kapelle GstNr.: .267/2                                                                      |
| ja   | Datei hochladen | Brunnen in Unterdorf HERIS-ID: 17356 Objekt-ID: 13632 TKK: 19690                      | gegenüber Unterdorf 11 Standort KG: Rietz   | Der Brunnen besteht aus einem rechteckigen, steinernen Brunnentrog von 1877 und einer abgefasten Steinsäule mit bekrönender Kugel. | BDA-Hist.: Q37837754 Status: § 2a Stand der BDA-Liste: 2025-06-30 Name: Brunnen in Unterdorf GstNr.: 4288                                                                    |
| ja   | Datei hochladen | Kath. Filialkirche hl. Kreuz in Unterdorf HERIS-ID: 17355 Objekt-ID: 13631 TKK: 19839 | Unterdorf Standort KG: Rietz                | Die frühbarocke Kirche mit Westturm am Nordrand des Dorfes wurde 1664 erbaut und 1705 nach Umbau erneut geweiht. Der Innenraum weist drei Langhausjoche, einen leicht eingezogenen Triumphbogen und einen einjochigen Chor mit dreiseitigem Schluss auf. Das Tonnengewölbe mit Stichkappen auf Pilastern weist eine reiche Stuckverzierung aus der Zeit um 1670/1680 auf. | BDA-Hist.: Q37837729 Status: § 2a Stand der BDA-Liste: 2025-06-30 Name: Kath. Filialkirche hl. Kreuz in Unterdorf GstNr.: .715                                               |
| ja   | Datei hochladen | Wallfahrtskirche hl. Antonius von Padua HERIS-ID: 17334 Objekt-ID: 13610 TKK: 19838   | Wegscheide 56 Standort KG: Rietz            | 1666 wurde das erste Kirchlein auf dem Scheibenbichl südlich oberhalb des Ortes erbaut. Die heutige Kirche wurde 1756/57 als barocker Saalbau durch Johann Michael Umhauser errichtet. Der zum Teil in die Fassade eingestellte Nordturm mit Zwiebelhelm wurde nach einem Brand 1947 originalgetreu wieder aufgebaut. Der Innenraum weist ein Tonnengewölbe mit Stichkappen sowie Pilaster mit Rokokokapitellen auf und besteht aus einem vierjochigen Langhaus und einem einjochigen Chor, die durch einen eingezogenen Triumphbogen voneinander getrennt sind. Die Deckenmalereien mit Szenen aus dem Leben des hl. Antonius sowie Heiligendarstellungen wurden 1757 von Johann Michael Strickner geschaffen.                                                            | BDA-Hist.: Q36556562 Status: § 2a Stand der BDA-Liste: 2025-06-30 Name: Wallfahrtskirche hl. Antonius von Padua GstNr.: .267/1 Wallfahrtskirche hl. Antonius von Padua Rietz |
| ja   | Datei hochladen | Ehem. Pfarrhof, Mesnerhaus HERIS-ID: 17335 Objekt-ID: 13611 TKK: 19758                | Wegscheide 58 Standort KG: Rietz            | Der zweigeschoßige Mauerbau mit Satteldach und Mittelflurgrundriss wurde vermutlich im Zusammenhang mit der Einrichtung eines Frühmessbenefiziums an der Antoniuskirche 1697 errichtet. Der Zugang zu dem in den Hang gebauten Haus erfolgt durch ein Segmentbogenportal im Obergeschoß, daneben befindet sich eine gemalte Sonnenuhr. An der talseitigen Giebelfassade befinden sich zwei Eckerker im Obergeschoß, an beiden Fassaden ein Bundwerkgiebel mit Vorbund. Die Fassaden sind mit barocker Putzgliederung und einem umlaufenden Gesimsband an der oberen Mauerkante gestaltet. Im Inneren haben sich mehrere gewölbte Räume erhalten. | BDA-Hist.: Q37837387 Status: § 2a Stand der BDA-Liste: 2025-06-30 Name: Ehem. Pfarrhof, Mesnerhaus GstNr.: .269                                                              |
| ja   | Datei hochladen | Fünf Bildstöcke HERIS-ID: 17341 Objekt-ID: 13617 TKK: 37172, 37171, 37170, …          | Standort siehe Beschreibung KG: Rietz       | Die 5 Bildstöcke des Rietzer Kalvarienbergs, lokal auch Bargl genannt, stammen aus der Mitte des 19. Jahrhunderts. Die gemauerte Bildsäulen mit Satteldach beherbergen im Aufsatz Bildnischen mit Szenen aus der Passion Christi (Judaskuss, Geißelung, Dornenkrönung, Jesus begegnet seiner Mutter, Christus wird ans Kreuz genagelt) im Stil Heinrich Kluibenschedls. (Lage 1.,2.,3.,4. und 5. Bildstock) | BDA-Hist.: Q37837514 Status: § 2a Stand der BDA-Liste: 2025-06-30 Name: Fünf Bildstöcke GstNr.: 3482/1 Wayside Shrines Kalvarienberg Rietz                                   |
| ja   | Datei hochladen | Kriegerdenkmal HERIS-ID: 17342 Objekt-ID: 13618 TKK: 19685                            | Standort KG: Rietz                          | Der Nischenbildstock aus dem 20. Jahrhundert ist mit neubarocken Deckenfresken von Heinrich Kluibenschedl aus dem Jahre 1919 (bez.) versehen. | BDA-Hist.: Q37837542 Status: § 2a Stand der BDA-Liste: 2025-06-30 Name: Kriegerdenkmal GstNr.: 3482/1                                                                        |

## Ehemalige Denkmäler
| Foto |                 | Denkmal                                              | Standort           | Beschreibung | Metadaten                                                                                                |
| ---- | --------------- | ---------------------------------------------------- | ------------------ | --- | --- |
| ja   | Datei hochladen | Wegscheidkapelle Objekt-ID: 13633 TKK: 19682bis 2011 | Standort KG: Rietz | Der gemauerte Kapellenbildstock mit gestuftem Giebelaufsatz, geradem Chorschluss und Satteldach ist im Giebelfeld mit 1866 bezeichnet. Die rundbogige Nische weist ein Stichkappengewölbe auf. | BDA-Hist.: Q106681917 Status: § 2a Stand der BDA-Liste: 2012-06-06 Name: Wegscheidkapelle GstNr.: 4407/1 |